# Stylophora madagascarensis
Stylophora madagascarensis är en korallart som beskrevs av Veron 2002. Stylophora madagascarensis ingår i släktet Stylophora och familjen Pocilloporidae. IUCN kategoriserar arten globalt som starkt hotad. Inga underarter finns listade i Catalogue of Life.